# Богота (футбольный клуб)
Богота (исп. Bogotá Fútbol Club) — колумбийский футбольный клуб, базирующийся в столице Боготе. Клуб был основан 13 января 2003 года и выступает в Примере B.

## История
Образованный 13 января 2003 года клуб Богота является правопреемником «Эль Кондор», основанный ещё в далёком 1906 году, в 1990-е и начале 2000-х годов неоднократно менявший название, пока не было принято решение о переорганизации клуба в ФК «Боготу».
Клуб не может пока похвастаться высокими достижениями ни в Примере B, ни в Кубке, в котором он регулярно встречается с куда более именитыми клубами из своего города. Высшее достижение «Боготы» в Категории Примере B — 3-е место по итогам 2007 года. Однако оно не позволило квалифицироваться в Примеру.
В марте 2012 года было выдвинуто предложение переезда клуба из Боготы, где он не пользуется популярностью, в город Монтерия, административный центр департамента Кордова. Эта просьба была удовлетворена 27 марта Профессиональной лигой Колумбии (DIMAYOR), но окончательные переговоры не увенчались успехом, и на 2013 год команда продолжает выступать и представлять Боготу.